# 초혼가
《초혼가》(招魂歌)는 1986년 10월 19일에 방영된 KBS 1TV 문화의 달 특집 드라마로, 판소리 명창 송만갑(宋萬甲)의 예술과 인생을 주제로 한 드라마이다.

## 줄거리
일제의 민족문화 말살정책에 대항하였고, 판소리를 대중화와 창극으로 승화하여 국악의 전통을 지켜온 판소리 명창 송만갑의 일대기.

## 제작진
- 극본 : 이환경
- 연출 : 장기오
- 작곡 : 박범훈
- 작창 : 오정숙

## 등장 인물

### 주요 인물
- 김종엽 : 송만갑(宋萬甲) 역
- 한혜경
- 이순재 : 송우룡(宋雨龍) 역 - 송만갑의 아버지
- 김성겸
- 이낙훈 : 이날치(李捺治) 역
- 백수련 : 송만갑의 어머니 역

### 그 외 인물
- 안대용 : 전도성(全道成) 역
- 민욱 : 박기홍(朴基洪) 역
- 선동혁
- 안병경
- 이정웅
- 곽정희
- 김봉근
- 김경하
- 박칠용
- 문오장
- 이영
- 태민영 : 김채만(金采萬) 역
- 양영준
- 민지환
- 한현배
- 박해상
- 조재훈
- 양형호
- 김창봉
- 이한승
- 윤성국
- 공경구
- 조정국
- 김혜경
- 원준
- 손영춘
- 최석구
- 최용팔

### 특별출연
- 김명환 (송만갑의 실제 고수)
- 유수정
- 김규영
- 이동렬
- 왕기석

## 자문
- 김명환 (인간문화재)
- 강한영 (전북대 교수)
- 이보형 (문화재 전문위원)